# Přílepy (ort i Tjeckien, Mellersta Böhmen)
Přílepy är en ort i Tjeckien.   Den ligger i regionen Mellersta Böhmen, i den västra delen av landet, 60 km väster om huvudstaden Prag. Přílepy ligger 355 meter över havet och antalet invånare är 177.
Terrängen runt Přílepy är platt åt nordost, men åt sydväst är den kuperad. Runt Přílepy är det ganska glesbefolkat, med 40 invånare per kvadratkilometer. Närmaste större samhälle är Rakovník, 7,5 km öster om Přílepy. Trakten runt Přílepy består till största delen av jordbruksmark.